# بوتش ساتكليف
بوتش ساتكليف (بالإنجليزية: Butch Sutcliffe)‏ هو لاعب كرة قاعدة أمريكي، ولد في 22 يوليو 1915 في فول ريفر في الولايات المتحدة، وتوفي بنفس المكان في 2 مارس 1994.

## وصلات خارجية
- بوتش ساتكليف على موقعبيزبول رفرنس.كوم (الدوري الرئيسي) (الإنجليزية)
- بوتش ساتكليف على موقعبيزبول رفرنس.كوم (الدوري الثانوي) (الإنجليزية)